# Dawn (tàu vũ trụ)
Dawn là một tàu vũ trụ robot được NASA phóng đi thăm dò không gian đến hai thành viên lớn nhất của vành đai tiểu hành tinh — Vesta và hành tinh lùn Ceres. Chuyến đi của tàu Dawn được quản lý bởi Jet Propulsion Laboratory của NASA, đây là một dơn vị của Viện Công nghệ California ở Pasadena, cho Science Mission Directorate của NASA ở Washington, D.C., tàu được phóng ngày 27 tháng 9 năm 2007 và đã đến Vesta vào ngày 16 tháng 7 năm 2011 và sẽ thăm dò Vesta cho đến năm 2012. Theo kế hoạch tàu sẽ đến Ceres vào năm 2015. Nhiệm vụ đầu tiên trong 3 nhiệm vụ chính của Dawn là tìm hiểu về những khoảnh khắc đầu tiên trong sự ra đời của Thái Dương hệ cách đây 4,6 tỉ năm, bằng cách thu thập những thông tin về Ceres và Vesta. Tiếp đó, Dawn sẽ phát hiện những yếu tố tạo thành những hành tinh như Trái Đất, Sao Hỏa, Sao Thủy, Sao Kim và Ceres. Và nhiệm vụ thứ ba của Dawn sẽ là giải thích vì sao Vesta và Ceres có cấu tạo khác nhau và cách tiến hóa khác nhau, đặc biệt là vai trò của nước trong sự phát triển của 2 thiên thể này.
Tàu thăm dò dài 1,64 m và rộng 1,27 m này được hy vọng sẽ cung cấp những hiểu biết sâu rộng hơn về các khối đá tạo nên những hành tinh quanh Trái Đất và quá trình tiến hóa khác nhau của Sao Hỏa và Sao Mộc.
Đây sẽ là tàu vũ trụ đầu tiên đến Vesta và Ceres. Dawn là tàu vũ trụ đầu tiên vào quỹ đạo xung quanh một vật thể ngoài Trái Đất trước khi tiếp tục theo chuyến bay cho một vật thể thứ hai. Tàu thăm dò Dawn được trang bị các động cơ đẩy ion cải tiến, tiêu thụ tương đối ít năng lượng và chỉ tăng tốc dần dần trong quá trình bay. Dawn cũng có một camera có độ phân giải cao, 2 máy đo quang phổ và các trang thiết bị hiện đại khác. 